# ربع مشكل
ربع مشكل هو سيت كوم كوميدي مصري من إخراج باسل مبارك وبطولة منى هلا، محمد علي الدين، خالد عليش، دعاء طعيمة، أشرف أمين وفتحي سعد، عرض في شهر رمضان 2010.

## نبذة
برنامج فكاهي يعتمد على تقديم مجموعة متنوعة من الاسكتشات التي تتركز حول أم مشمش السيدة الشعبية من الجيزة التي تهتم بشئون أهل منطقتها وتقدم برنامجًا تليفزيونيًا مسائيًا، وأحمد بيه أحمد رجل الأعمال المسجون، والدكتور عبدالشافي المهمل، بالإضافة إلى الثنائي ليشع وسمعان الاسرائيليان.

## معاداة السامية
فى تقرير أذيع على القناة الثانية من التليفزيون الإسرائيلى "حدشوت تو" اتهم التقرير فريق عمل مسلسل ربع مشكل بمعاداة السامية، من جانبه صرح منتج العمل أن السيت كوم يعرض صورة مضحكة من خلال مجموعة شخصيات مختلفة، وأن الهدف الأول والأخير من العمل هو الكوميديا فقط لا غير ولا يوجد لديه أى أجندة لمعاداة السامية بأى شكل من الأشكال.